# サン＝ジェルマン＝デ＝プレ
座標: 北緯48度51分14秒 東経2度20分04秒 / 北緯48.85389度 東経2.33444度

6区 (パリ)の街区図

サン＝ジェルマン＝デ＝プレ地区（仏: Quartier Saint-Germain-des-Prés）は、パリの第24番目のカルチエ（行政地区）で、6区に所在する地区である。

## 概要

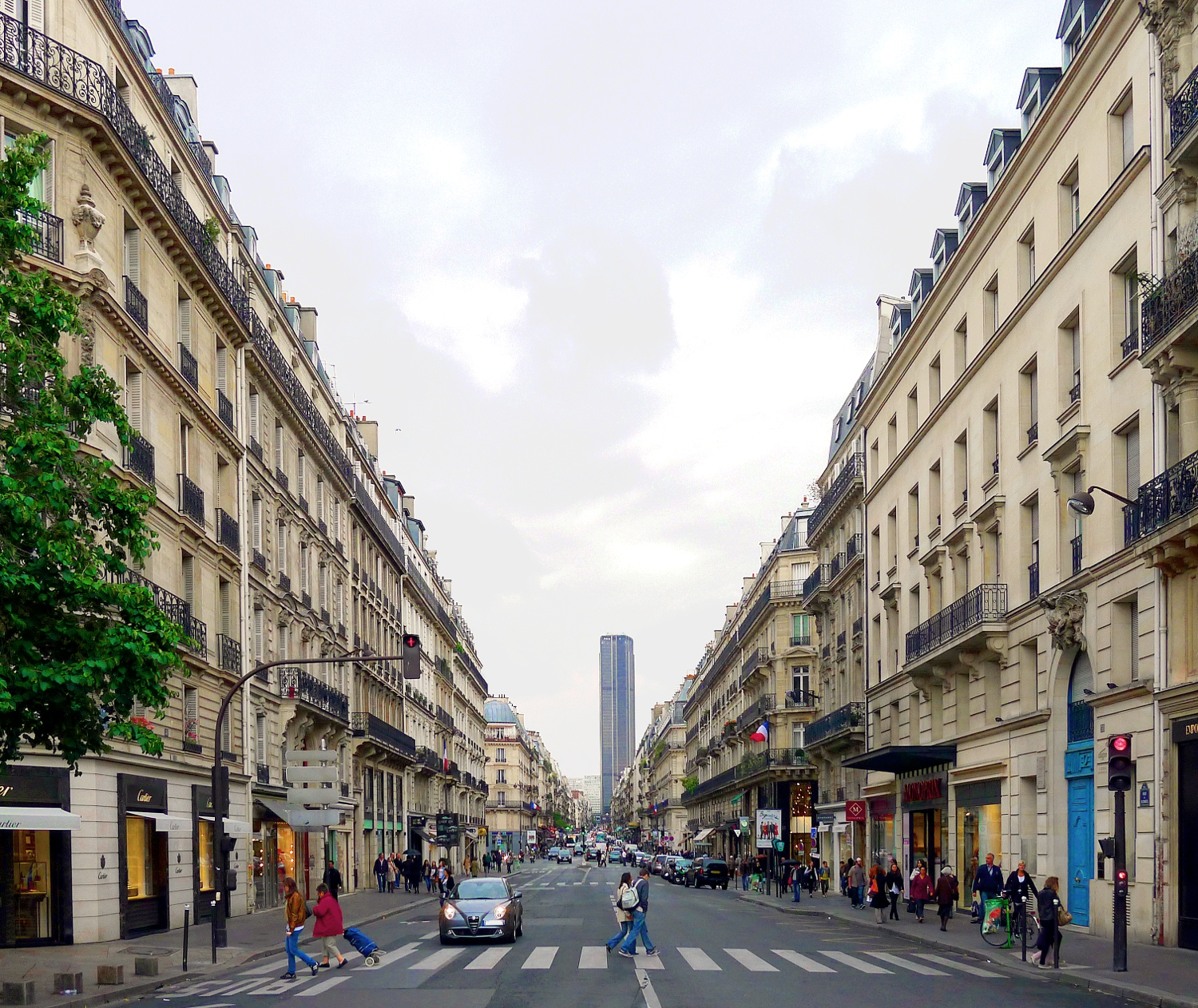
Rue de Rennes（レンヌ通り）。サンジェルマン大通りからレンヌ通り、トゥール・モンパルナスを見る。

セーヌ川河畔から南北に走るボナパルト通り（fr:Rue Bonaparte）と、トゥール・モンパルナス界隈まで南北に続くレンヌ通り（fr:Rue de Rennes）とが接続する交差地点のサンジェルマン＝デ＝プレ広場界隈を、東西にサンジェルマン大通りが通る。この辺りが、サンジェルマン＝デ＝プレ地区の"心臓部"とされている。
地区の中心にはこの地区と同名の教会 
サン＝ジェルマン＝デ＝プレ教会が、その南側にはサン＝シュルピス教会が位置する。
フォーブール・サンジェルマン（fr）一帯（7区）へ続くこの地区に住む人々のことを「ジェルマノプラタン Germanopratin」と呼ぶが、この地区はパリの中でも地価や家賃等が最も高い高級住宅街の一つであり、また商業地の一つでもある。
周辺のメトロの駅には、サン＝シュルピス駅とサン＝ジェルマン＝デ＝プレ駅がある。また、サンジェルマン＝デ＝プレ周辺の6区および7区のフォーブール・サンジェルマンにかけてシアンスポやエコール・デ・ボザールといったグランゼコール等の教育や研究、文化施設が点在する。

## 歴史

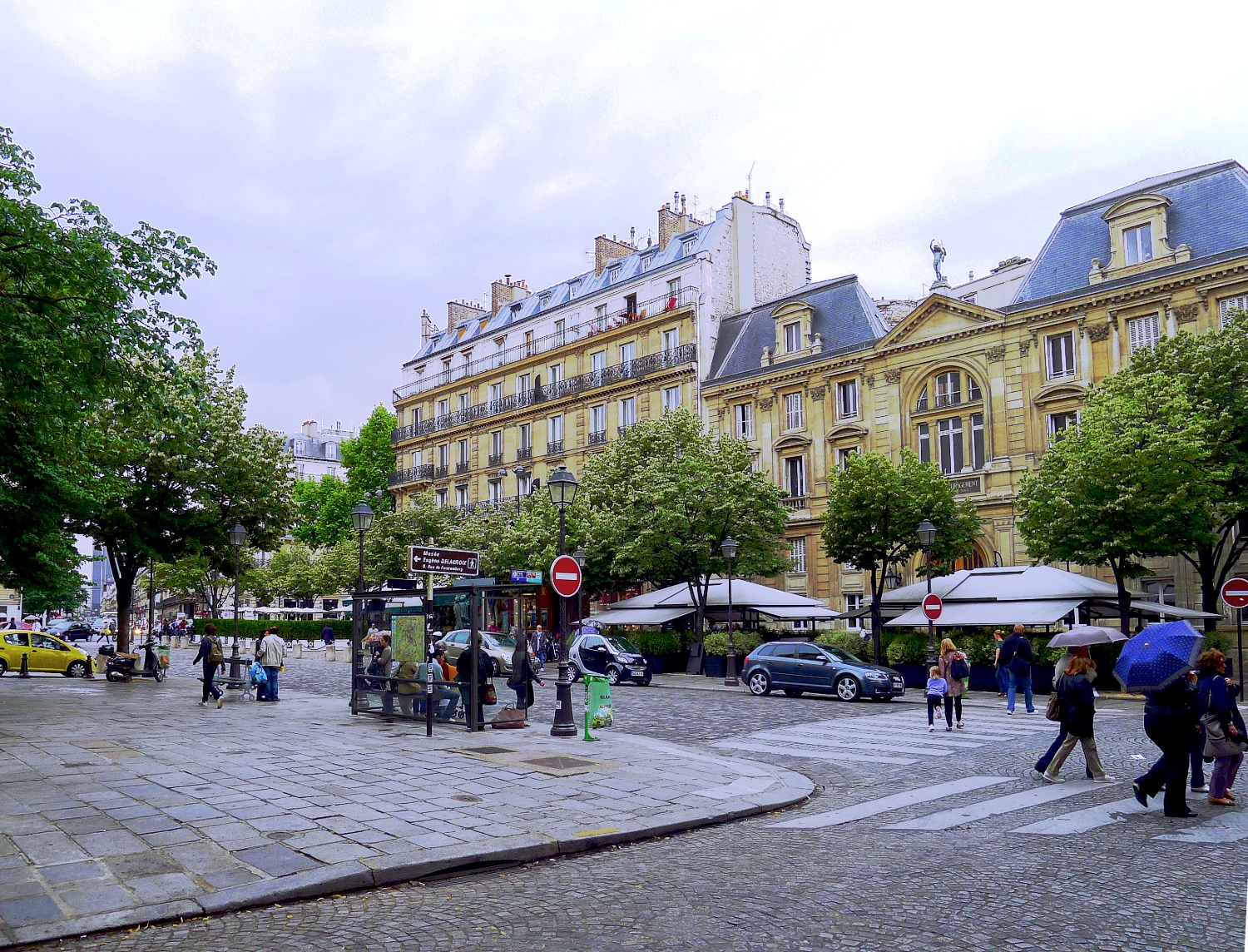
アベイ通り (ラベイ通り, Rue de l'Abbaye) から見るサン＝ジェルマン＝デ＝プレ広場

メロヴィング朝時代のパリ司教・ジェルマン・ド・パリによって、558年頃に奉堂されたサン＝ジェルマン＝デ＝プレ教会（旧大修道院）を中心に、小集落が少しずつ形成された。サンジェルマン集落が形成されたのは12世紀で、当時は600人程の人々がフィリップ・オーギュストの城壁外に居住していた。

当時の集落は、セーヌ川の左岸、現在の6区と7区にあたる領域を含んでいた。12世紀までこの小教区を管轄していたのはサンピエール教会で、現在その場所にはウクライナのカトリック教会が建っている。1000年頃に石造建築が建設された。その頃は、大修道院が栄華を極め、巨大な知識的影響力を持った時代であった。フール通り（fr:Rue du Four）の名前は、この当時の大修道院の竃（フランス語でfour）に由来する。1180年頃、サン＝シュルピス教会が管轄の小教区教会となった。

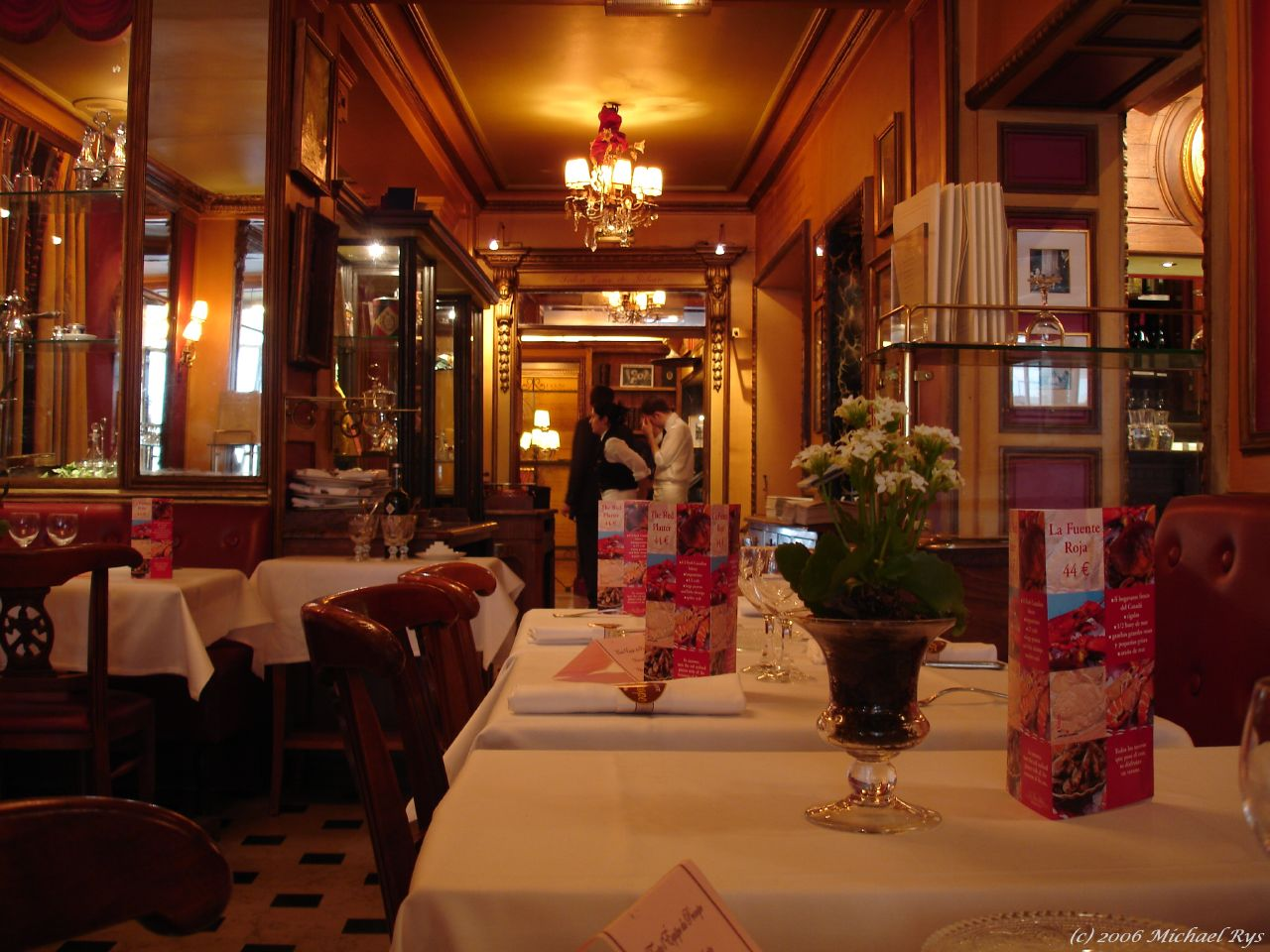
ル・プロコップ

17世紀以降、知識階級が多くこの地区に集うようになってから、サン＝ジェルマン＝デ＝プレは活気を帯びるようになった。ビュシ通り（fr:Rue de Buci）の「ランデル」、「ル・プロコップ」（現在も営業）といったカフェには、百科全書派の啓蒙思想家や、この地区に居住していたジャン＝ポール・マラー、ジョルジュ・ダントン、ジョゼフ・ギヨタンといった後のフランス革命期の政治家らが出入りをしていた。大修道院は革命時に破壊された。

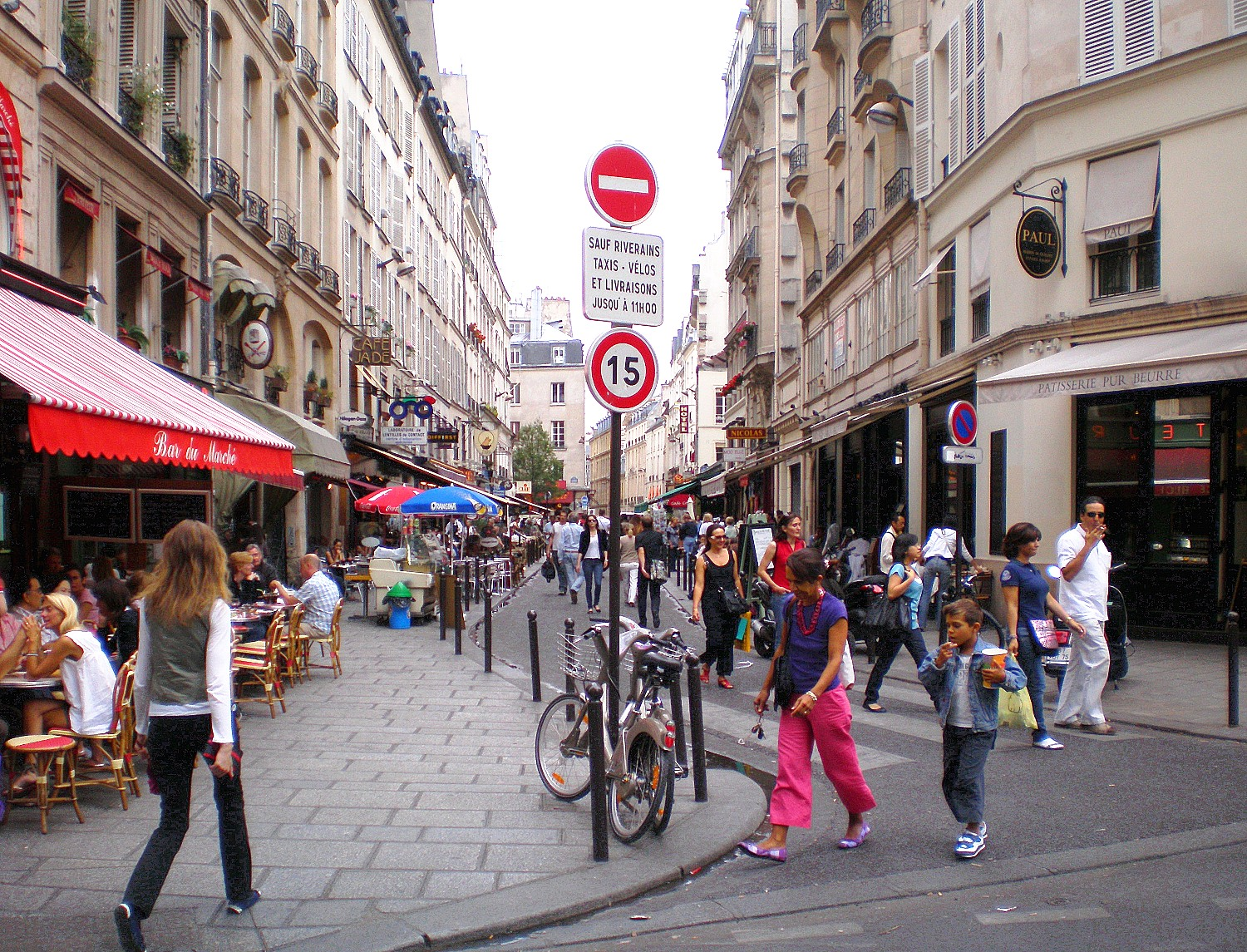
ビュシ通り界隈、2010年

1921年から1950年代終盤にかけ、ボナパルト通りとアベイ通り (ラベイ通り, Rue de l'Abbaye) の交差する角にル・ディヴァン出版社が操業し、スタンダール研究の第一人者、アンリ・マルチノ（fr:Henri Martineau）により、同名の文学誌『ル・ディヴァン』（fr:Le Divan）が刊行されていた。

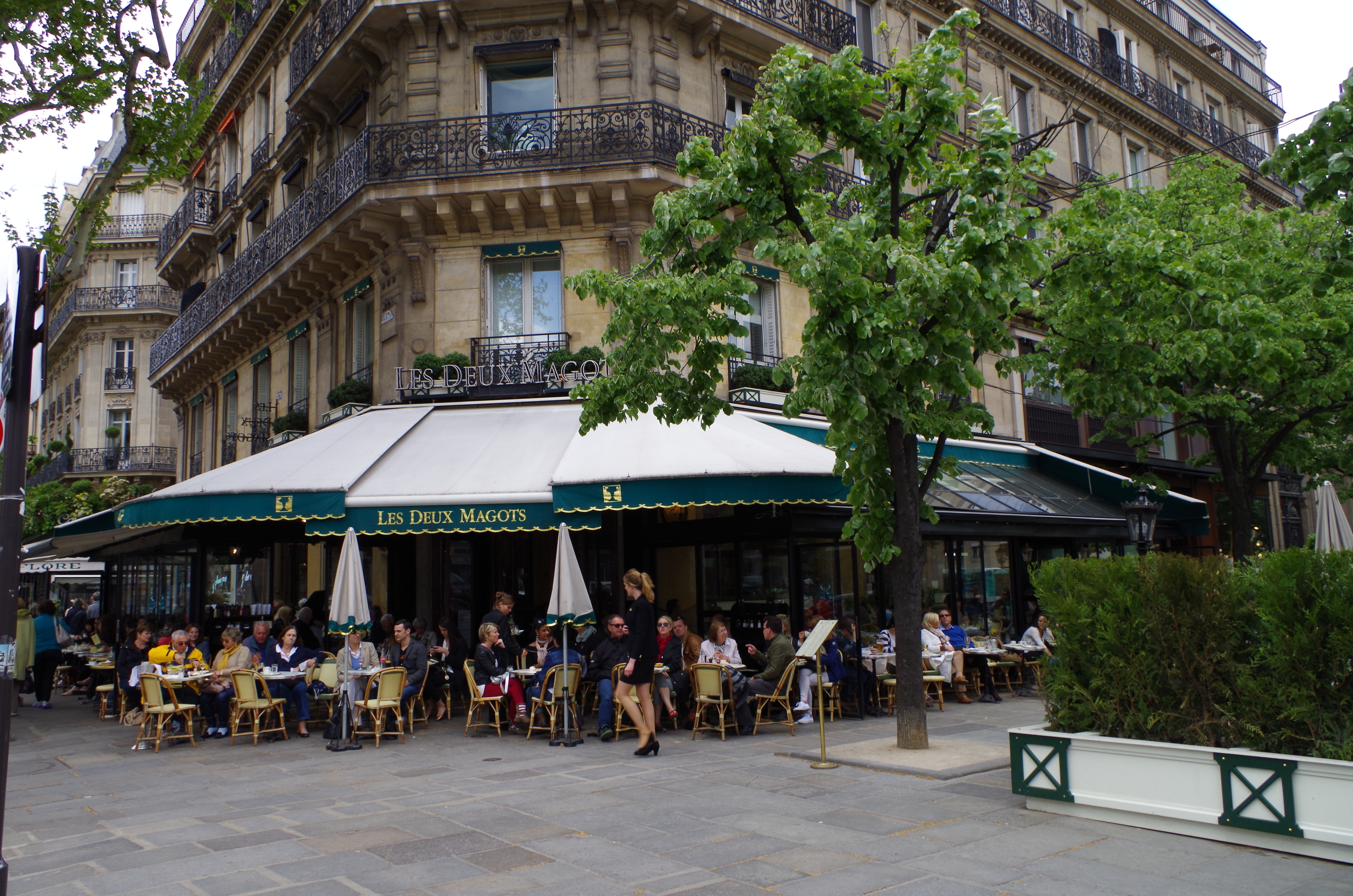
ドゥ・マゴ

第二次世界大戦後、サン＝ジェルマン＝デ＝プレ地区はパリの知的・文化活動の一大中心地となり、多くの哲学者、著述家、俳優、映画監督、音楽家などの文化人やボヘミアンが連日ナイトクラブやブラッスリーに集った。その中には、ジャン＝ポール・サルトル、シモーヌ・ド・ボーヴォワール（両名とも哲学者）、ジュリエット・グレコ（俳優、歌手）、ジャン＝リュック・ゴダール、フランソワ・トリュフォー（両名とも映画監督）、ジャック・プレヴェール（詩人）といった人々がいた。

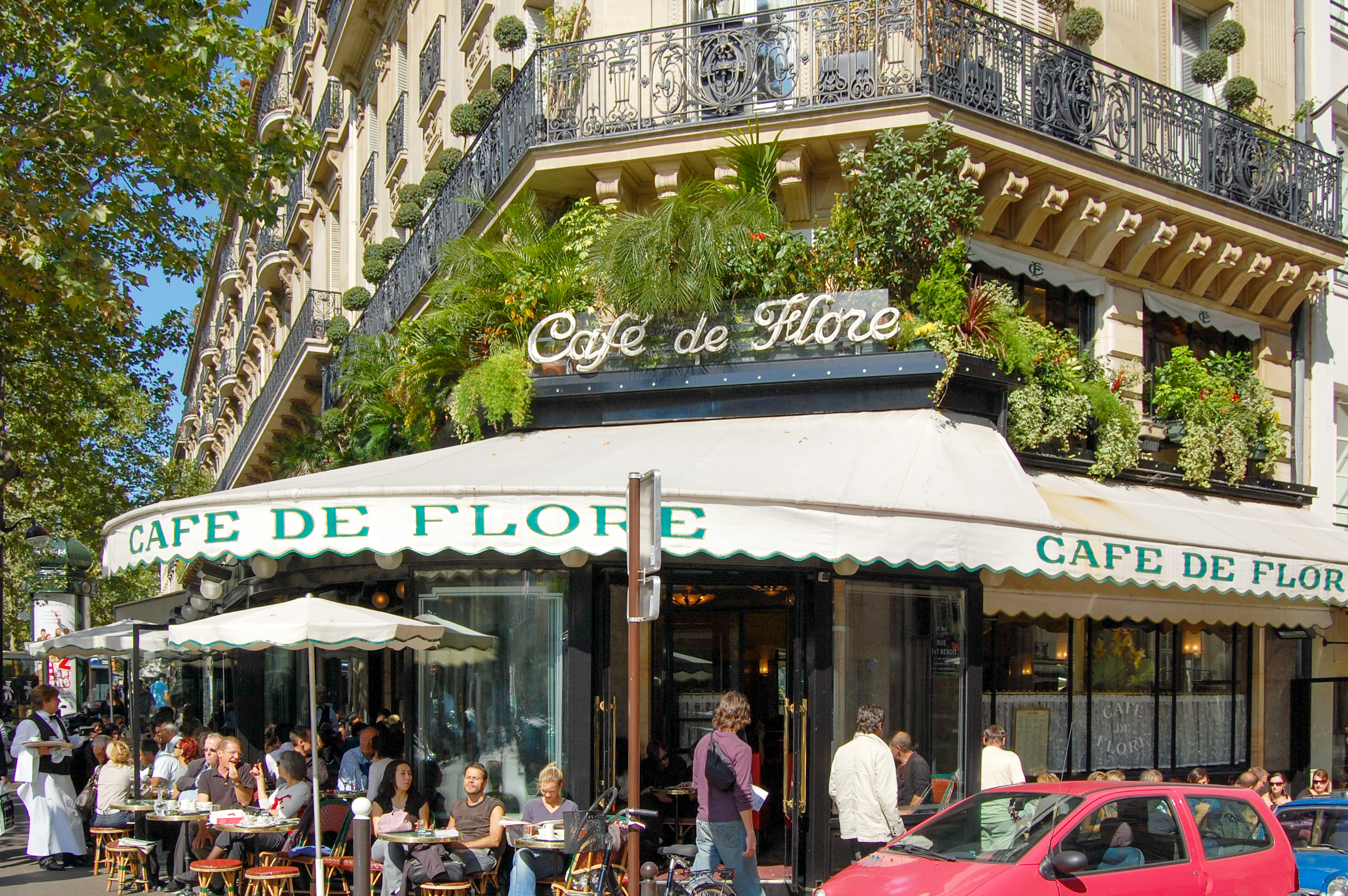
カフェ・ドゥ・フロール

現在はかつてほどの名声はないが、芸術家たちは好んでこの地区を訪れ、最盛期の雰囲気を今に伝える「ドゥ・マゴ」や「カフェ・ド・フロール」といったカフェで時を過ごす。ブラッスリー「リップ」は、ジャーナリストや著名な俳優達の溜り場となっている。
地区内の建物は17世紀当時の面影を今に残すものの、カフェからレストラン、アートギャラリー等があり、当時の小売店や書店・出版社は姿をひそめ、現在は主にファッションの高級ブティック等となっている。

1961年、シンガーソングライターのギィ・ベアール（fr:Guy Béart）が『それっきりもう何もない』（Il n'y a plus d'après）を作り、サン＝ジェルマン＝デ＝プレを歌った。この歌は既述のジュリエット・グレコによってカバーされた。同じくシンガーソングライターのアラン・スション（fr:Alain Souchon）は、ベアールの歌に描かれた地区の雰囲気は現在なくなってしまったと、自ら作ったシャンソン・『パリ左岸』（Rive gauche à Paris）に自らのノスタルジーを歌った。
1967年にも、シンガーソングライターのレオ・フェレ（fr:Léo Ferré）が『カルチエ・ラタン』（Quartier Latin）の中で、サン＝ジェルマン＝デ＝プレの変わりように対しての失望と無念さを吐露している。
サン＝ジェルマン＝デ＝プレ地区はパリのシンボルの一つであり、多くの映画やテレビドラマの舞台として描かれている（アメリカのテレビドラマ『ゴシップガール』では、高級ホテルの一つである「l'hôtel Bel Ami」で起こるシーンが描かれている）。
|  |  |  |  |  |
|  |  |  |  |  |

## 文学作品
- Jean-Paul Caracalla, Saint-Germain-des-Prés, préface de fr:Michel Déon, Table ronde, 2007.
- fr:Boris Vian, fr:Manuel de Saint-Germain-des-Prés.
- Gabriel Matzneff, Boulevard Saint-Germain, 1998.
- Gérard Mulot, Pâtissier à Saint-Germain-des-Prés, éd. de la Martinière, 2007.
- fr:Nicolas Grenier, Quant à Saint-Germain-des-Prés, trente et un tanka sur la main d'après, préface de fr:Jean Orizet, éd. du Tanka Francophone, 2011.